# Odds On TV!
Odds On TV!（オッズ・オン・ティーヴィー）は、グリーンチャンネルで放送されていた競馬に関するテレビ番組枠である。

## 放送時間
- 初回放送
  - 火曜日 22:00 - 22:30
- 再放送
  - 水曜日 23:00 - 23:30
  - 木曜日 21:00 - 21:30
  - 金曜日 13:30 - 14:00
  - 日曜日 17:30 - 18:00、21:30 - 22:00

## 概要
2006年1月からグリーンチャンネルの新しい看板として新設された番組枠。
2008年までは前半・後半30分ずつの2部構成で、それぞれを「Odds On TV! 芝チャンネル」「Odds On TV! ダートチャンネル」と称していた。いわゆるコンプレックスだった。「芝チャンネル」では競馬に関するドキュメンタリーを中心に、一方「ダートチャンネル」ではバラエティあふれる企画を中心に、それぞれが異なる番組内容で放送した。2009年は「芝チャンネル」と「ダートチャンネル」を統合して30分1部構成に変更。初回放送も日曜19:00から火曜22:00に移動となった。
番組内容はおおむね3ヶ月単位で新しいテーマに入れ替わる。
このコンセプトはのちに「月曜馬劇場」、「水曜馬スペ!」などに受け継がれている。

## 番組内容

### 2008年まで

#### 芝チャンネルで放送していた番組
細江純子の美しきホースマンたち
「2009年」を参照。
THE FACE
毎回若手騎手をピックアップし、騎手になろうと思ったきっかけや競馬に寄せる熱い思い、普段の生活などを紹介した。
馬組の人
競馬の裏方に迫るドキュメンタリー。発走委員や馬場造園課などを特集した。ナレーターは白川次郎。
OKABE Frontier
「2009年」を参照。
Starting Gate
毎回若手騎手に注目する番組。司会は中村まり。騎手に様々な質問に答えてもらう「Starting Gate 一問一答」、登場した騎手にまつわるクイズを出題する「クイズ Starting Gate」、騎手本人にカメラを渡してプライベートなどを撮影してもらう「Jokey's View」、騎手とトークする「Jokey's Talk」といったコーナーがある。2007年4月2日から6月25日まで13回放送された。登場した騎手は、塚田祥雄、田中博康、大野拓弥、安藤光彰、黛弘人、千葉直人、町田直希、中村将之、田中克典、北村友一、鮫島良太。
ザ・ブラッドジャーニー
海外競馬評論家の秋山響が、名馬の血統と歴史をたどりながらアメリカを西から東へ旅する番組。2007年7月2日から9月24日まで放送。サンデーサイレンスやフサイチペガサスらが現役時代をすごしたトレーニングセンターをはじめ、アメリカを代表する数々の種牡馬が繋養されていた牧場などを訪問した。同年10月1日にはアメリカ三冠レースを特集した2時間スペシャルが放送された。
THE WINNING RUN
過去のGIレースの名勝負などを取り上げ、騎手や調教師などの関係者へのインタビューを交えながら当時を振り返る。春の2008年4月6日から6月29日まで13回放送。第2シリーズは同年10月5日から12月21日まで13回は放送された。なお、2009年1月からは『A1 NEWS STAGE』が放送されない週にこの番組が放送されている。
競馬新世代 Ambitious
ホースマンを父に持ち、自らも競馬の世界で活躍する人物を特集する番組。2008年7月6日放送開始。インタビュアーは長谷川雄啓。

#### ダートチャンネルで放送していた番組
僕らの競馬
競馬に関係するアナウンサーやキャスター2人の対談番組。ラジオNIKKEIアナウンサーの白川次郎と中野雷太や、グリーンチャンネルでキャスターを務める鈴木淑子と岡部玲子、荘司典子と水野由加里などの対談が放送された。
競馬ワンダラー
「ワンダラー制作委員会」（ワンダラー=彷徨い人の意、制作委員・ルーシー、秘書・まなか）という影の組織によって指令が下され、浅野靖典がアシスタントらと共に日本縦断の旅に出るという設定。浅野が「ワンダラー号」とよばれるワンボックスカーを運転し、各地の競馬場、競馬場跡地、牧場など、競馬にまつわる様々な場所を訪ね歩く。挿入曲ははっぴいえんどの「風をあつめて」「風来坊」。
第1シリーズは2006年4月より13回に渡ってレギュラー放送された。この第1作では浅野が2005年12月で『中央競馬中継WEST』のキャスターを卒業したのち、競馬関連施設の全国縦断をした時の模様が放送された（アシスタント：森崎春菜）。
同年12月には、「Odds On TV!」のレギュラー枠とは別に『競馬ワンダラー特別編〜馬人ぬ競馬を求めて〜』（アシスタント：平井絵美）を放送。2007年2月26日と3月5日には『競馬ワンダラー ばんえいに恋して』（アシスタント：青木秀加）を前後編に渡って放送した。
そして、2007年10月から12月に『競馬ワンダラー2』（アシスタント：青木秀加）、2008年10月5日から12月28日まで『競馬ワンダラー3』（アシスタント：黒澤佐知子）が放送された。『2』と『3』はそれぞれ全14回で、最後の2回は「Odds On TV!」の1時間枠で2回分連続放送された。第2弾では主に九州地方と中国地方の日本海側を、第3弾は中四国地方の太平洋側を訪れた。この際、福山競馬場で個人協賛競走の「浅野靖典大賞典」なる競走が2回行われており、それも放送された。
2012年には近代競馬が150年を迎える年に併せ、第4シリーズである『新・競馬ワンダラー〜日本の近代競馬、その150年の蹄音（あしおと）〜』（アシスタント：伊東さな）として日本の近代競馬のルーツを辿るべく関東地方の神奈川・東京・千葉を訪れ、1月から3月まで放送された。2013年1月2日には特番として『新・競馬ワンダラー 2013新春SP』が放送され、後に「月曜馬劇場」枠として7月から9月まで第5シリーズである『新・競馬ワンダラー2』（アシスタント：谷垣綾南）を、2016年も1月から3月まで第6シリーズである『新・競馬ワンダラー3』（アシスタント：麻生夏子）として、2019年は1月から5月まで第7シリーズである『新・競馬ワンダラー4』（アシスタント：神実穂）が放送され、同年7月3日の水曜馬スペで、『新・競馬ワンダラー4外伝 草ばん馬に焦がれて』、2022年9月には3年ぶりの新作である『新・競馬ワンダラー4外伝 荒尾競馬場よ永遠なれ』が放送された。2023年10月から2024年7月まで競馬法100周年記念企画として通算第8シリーズとなる『新・競馬ワンダラー5』（アシスタント：神実穂、稲富菜穂（特別編））が放送された。現在、週4回ではあるが平日時間帯において再放送しており、MONDO21や旅チャンネルでも再放送されている。
馬の子TIM
「2009年」を参照
Bet Room
若手芸人が、馬券検討の参考にするために競馬に関する様々な職業を体験する。最後には実際に馬券を購入、儲けることができれば成功報酬となった。
カウントダウンKB
広川ひかるが司会。競馬評論家、記者、キャスターなど、競馬とかかわりがある人物をゲストに招き、生い立ちや競馬に興味を持ったきっかけなど聞くトーク番組。登場したゲストは、亀和田武（作家）、斎藤義雄（お天気キャスター）、合田直弘（海外競馬評論家）、片野昌一（勝馬）、佐藤洋一郎（サンケイスポーツ記者）、須田鷹雄（競馬ライター）、芦谷有香（『中央競馬中継WEST』キャスター）、川村ひかる（タレント）、先崎学（棋士）、矢部美穂（タレント）。
カンニング竹山のGうーまん!
競馬ファンでグリーンチャンネルをかかさず見ているというカンニング竹山と、グリーンチャンネルに出演している女性キャスターとの対談番組。2007年7月2日から9月24日まで放送。出演したゲストは村瀬美希、水野由加里、岡部玲子、梅田陽子、黒崎リコ、津島亜由子、小島友実、石山愛子、荘司典子、小川真由美、森本さやか。また、同年12月19日には「有馬記念スペシャル」として、荘司典子と岡部玲子をゲストに1時間スペシャルが放送された。2008年12月25日にも『カンニング竹山のGうーまん! 有馬記念スペシャル』として、セント・フォース所属の津島亜由子、梅田陽子、青山絵美をゲストに迎え1時間スペシャルが放送された。
アジア競馬の歩き方
アジア各地の競馬の魅力を紹介する番組。出演は須田鷹雄と立花優美。須田と立花がアジア各地の競馬場や競馬関係施設を実際に訪れ、それぞれの競馬場の特色や、日本との競馬文化の違いなどを紹介した。放送した国と競馬場は、香港のハッピーバレー競馬場、シャティン競馬場、マカオのタイパ競馬場、シンガポールのクランジ競馬場、タイのコラート競馬場、ウドンタニ競馬場、コンケン競馬場、チェンマイ競馬場、マレーシアのペナン競馬場、イポー競馬場、コタキナバル競馬場。2008年1月13日から3月30日まで全13回放送。最後の2回は1時間枠で連続放送された。MONDO21でも再放送された。2009年4月には『アジア競馬の歩き方スペシャル』として、トルコの競馬を紹介した。
Gうーまんプレゼンツ「競馬場NAVI」
グリーンチャンネルに出演している女性キャスターが、全国10場のコース特性、観戦スポット、グルメスポットを紹介する。2008年7月6日から9月21日まで放送。放送した競馬場と出演したキャスターは以下の通り。
- 第1回 中山競馬場 小島友実
- 第2回 京都競馬場 水野由加里
- 第3回 東京競馬場 荘司典子&村瀬美希
- 第4回 中京競馬場 梅田陽子（『競馬場の達人』とクロスオーバー）
- 第5回 福島競馬場 小川真由美
- 第6回 新潟競馬場 小島友実
- 第7回 小倉競馬場 岡部玲子
- 第8回 函館競馬場 岡部玲子
- 第9回 川崎競馬場 荘司典子
- 第10回 阪神競馬場 水野由加里
- 第11回 札幌競馬場 阿部ちあき
- 第12回 総集編

2009年は「グリーンチャンネルサマースペシャル2009」の枠で『Gうーまん presents 2009 サマー競馬NAVI!』が放送された。
2010年1月から3月には実質的な後継枠である「月曜馬劇場」で『おしえて!KEIBAの舞台裏』が放送された。

### 2009年
OKABE Frontier（岡部フロンティア）
元騎手の岡部幸雄が競馬界で活躍するホースマンの仕事場を訪ね、密着取材やトークを行う。進行役は荘司典子。2006年10月20日から全12回放送され、ゲストには装蹄師の西内荘、騎手の熊沢重文、内田利雄、馬主の小田切有一らが登場した。2007年10月放送分より、サブタイトルに「NIPPON馬紀行」と題して絶滅の危機に瀕している日本の在来馬を守るため、全国各地を訪ね歩く内容になった。第1シリーズは2007年10月から12月まで全12回放送され、「木曽馬（長野・木曽町）」、「与那国馬（沖縄・与那国島）」、「野間馬（愛媛・今治市）」が紹介された。2009年1月から3月まで第2シリーズを放送、こちらは「宮古馬（沖縄・宮古島）」、「対州馬（長崎・対島）」、「御崎馬（宮崎・串間市）」が紹介された。同年8月27日・9月3日にはグリーンチャンネルサマースペシャル2009の枠でOKABE Frontier特別編を放送。2010年10月から12月まで放送された第3シリーズ（完結編）では「北海道和種・道産子（北海道）」、「トカラ馬（鹿児島・トカラ列島）」が紹介された（完結編は「月曜馬劇場」の枠として放送）。
馬の子TIM2009
TIM（ゴルゴ松本・レッド吉田）が司会の競馬バラエティ番組。「メイショウ」の冠名で知られる馬主の松本好雄から、2頭の馬（メイショウゴルゴ、メイショウレッド）に馬名を付けさせてもらうなどの企画を放送した。第1シリーズは2006年7月より13回、2007年4月2日からは第2シリーズがスタート、6月25日の最終回にはメイショウゴルゴとメイショウレッドのデビュー戦の模様などを放送した。そして、2008年1月6日には『馬の子TIM外伝』として、メイショウゴルゴとメイショウレッドのその後の模様が放送された。第1シリーズと第2シリーズでは手島優がアシスタントを担当した。2008年4月6日より6月29日まで第3シリーズを放送。初回でオーディションを行い、アシスタントが平塚奈菜に替わった。同年9月には1時間スペシャルを放送した。2009年4月から6月まで馬の子TIM2009として第4シリーズを放送した。アシスタントは佐藤弥生に替わった。2017年4月から6月までは「月曜馬劇場」にて『うまのこTIM』として8年ぶりとなる第5シリーズを放送した。
細江純子の美しきホースマンたち
元騎手の細江純子が、競馬に関連する様々な職業で活躍している女性たちにスポットを当てる。この中で、装蹄師の中村真由美編が「第32回日本ケーブルテレビ大賞番組コンクール」のサプライヤー部門優秀賞を受賞した。2006年1月から3月まで第1シリーズ、2007年1月から3月まで第2シリーズ、2008年1月から3月まで第3シリーズ、2009年7月から9月まで第4シーズン、2015年にはGC開局20周年を迎えるにあたり、1月から3月まで『細江純子の美しきホースマンたち Try again』として第5シーズンが全13回放送された。
証言者 〜優駿たちの記憶〜
競走馬の「血統」によって生み出された物語を、当時かかわった人々が“証言者”として登場し、インタビューに答える形で語る。ナレーターは山本直也。2009年10月から放送。